# Вільгельм Моберґ
Вільгельм Моберґ (швед. Vilhelm Moberg) (20 серпня 1898 — 8 серпня 1973) — шведський письменник, драматург і журналіст. Моберґ прославився завдяки циклу романів «Емігранти» (Utvandrarna), в якому розповідається про шведів-бідняків, які переселяються в XIX столітті з Смоланда в Міннесоту, США.

## Біографія
Моберґ народився в небагатій багатодітній родині. До дорослого віку дожили тільки троє з сімох дітей. У 1907 році сім'я переїхала в рідне село матері і стала займатися сільським господарством. З 1906 по 1912 рік Моберґ відвідував школу, навчання в якій, проте, тривало лише чотири місяці на рік. З самого дитинства виявляв інтерес до читання. У тринадцятирічному віці він виграв літературний конкурс, організований місцевою молодіжної газетою. В молодості співпрацював з газетами і вів колонки в журналі Såningsmannen і газеті Smålandsposten. 
У 1913 році вступив в соціалістичний союз молоді Альгутсбода (швед. Algutsboda). Під час Першої світової війни Моберґ продовжував навчання в коледжі міста Грімслев. Після закінчення навчання працював в лісовому господарстві, пізніше перебрався до Катрінхольму.
У 1918 році Моберґ важко перехворів іспанкою. У травні 1919 року Моберґ звернувся до редакції журналу Vadstena Läns Tidning з пропозицією опублікувати свою розповідь. Серія оповідань була опублікована під псевдонімом швед. Ville i Momåla. У жовтні 1920 року вступив на роботу в газету Arvika Nyheter. У 1921 році проходив військову службу в піхотному полку, що розташовувався в Векше. Час військової служби він використовував для написання декількох сатиричних памфлетів, які здобули велику популярність в місті після публікації в ранковій газеті Växjöbladet.
За політичними поглядами Моберґ був переконаним республіканцем і засуджував монархію. Він також був проти зображення таких шведських королів, як Густав II Адольф або Карл XII героями, називаючи їх тиранами і звинувачуючи монархів в масових вбивствах.
В останні роки свого життя страждав на депресію і преживав глибоку творчу кризу. 8 серпня 1973 року він написав передсмертну записку для своєї дружини, в якій було написано: «Зараз двадцять хвилин на восьму. Я йду в море за вічним сном. Прости мене - я більше не витримаю ». Після цього письменник вийшов і втопився в озері поруч зі своїм будинком.

## Творчість
Перший роман Моберґа був прохолодно прийнятий критиками, проте його п'єси навпаки отримували позитивні відгуки. Його п'єси ставилися театрами Стокгольма, Векше і Гетеборга. Роман «Раскени» розповідає про солдата і його сім'ю в кінці XIX століття.
Серед найбільш важливих творів Моберґа створених в 30-х роках трилогія про Кнута Торінга: «Погано по поведінці», «Дайте нам землю» і «Безсоння». Головний герой - Кнут Торінг - редактор газети, він одружений і має двох дітей. Він відчуває себе нещасним і сумує за своїми рідними місцями в Смоланді. Сюжет заснований на особистих переживаннях Моберґа: ще в 1927 році він і його дружина перебралися до Стокгольма з Альвесту. При цьому сам письменник мріяв повернутися в рідний Альгутсбоду.

## Головні романи
- «Раскени» (Raskens) — 1927
- «Погано по поведінці» (Sänkt sedebetyg) — 1935
- «Дайте нам землю» (Giv oss jorden!) — 1939
- «Скачи в ніч» (Rid i natt) — 1941
- «Солдат зі зламаним рушницею» (Soldat med brutet gevär) — 1944
- «Емігранти» (Utvandrarna) — 1949
- «Останній лист до Швеції» (Sista brevet till Sverige) — 1959

## Примітка
1. ↑  Bibliothèque nationale de France BNF: платформа відкритих даних — 2011.
2. 1 2 3 4  K A Vilhelm Moberg — 1917.
3. ↑  Encyclopædia Britannica
4. ↑  Moberg, VILHELM KARL ARTUR — Svenskagravar.se.
5. ↑  Norra begravningsplatsen Solna sydöstra delen Vilhelm Moberg — kulturgravar.se.
6. ↑  https://www.rotter.se/gsi/423627?pid=1
7. ↑  http://www.worldatlas.com/webimage/countrys/europe/sweden/sefamous2.htm